# Bosco di Collemeluccio - Selvapiana - Castiglione - La Cocozza
Bosco di Collemeluccio - Selvapiana - Castiglione - La Cocozza este o arie protejată (arie specială de conservare — SAC, sit de importanță comunitară — SCI) din Italia întinsă pe o suprafață de 6.239 ha, integral pe uscat.

## Localizare
Centrul sitului Bosco di Collemeluccio - Selvapiana - Castiglione - La Cocozza este situat la coordonatele 41°44′01″N 14°21′36″E / 41.733611°N 14.36°E.

## Înființare
Situl Bosco di Collemeluccio - Selvapiana - Castiglione - La Cocozza a fost declarat sit de importanță comunitară în septembrie 1995 pentru a proteja 18 specii de animale. Situl a fost protejat și ca arie specială de conservare în martie 2017.

## Biodiversitate
Situată în ecoregiunea mediteraneană, aria protejată conține 6 habitate naturale: Păduri ilirice de stejar și carpen (Erythronio-Carpinion), Pajiști uscate seminaturale și facies de acoperire cu tufișuri pe substraturi calcaroase (Festuco-Brometalia) (* situri importante pentru orhidee), Păduri de fag din Apenini cu Taxus și Ilex, Păduri de Abies alba din Apeninii sudici, Păduri panonice-balcanice de stejar turcesc - stejar sesil, Formațiuni de Juniperus communis pe lande sau pajiști calcaroase.
La baza desemnării sitului se află mai multe specii protejate:
- păsări (9): șerpar (Circaetus gallicus), erete de stuf (Circus aeruginosus), presură de grădină (Emberiza hortulana), șoim călător (Falco peregrinus), muscar-gulerat (Ficedula albicollis), sfrâncioc roșiatic (Lanius collurio), ciocârlie de pădure (Lullula arborea), gaia neagră (Milvus migrans), gaia roșie (Milvus milvus)
- amfibieni (2): Salamandrina terdigitata, Triturus carnifex
- mamifere (1): lupul (Canis lupus)
- nevertebrate (5): croitorul mare al stejarului (Cerambyx cerdo), Cordulegaster trinacriae, fluturele de noapte (Eriogaster catax), Euplagia quadripunctaria, Rosalia alpina
- reptile (1): șarpele cu patru dungi (Elaphe quatuorlineata)

Pe lângă speciile protejate, pe teritoriul sitului au mai fost identificate 8 specii de plante, 4 specii de amfibieni, 6 specii de mamifere, 1 specie de nevertebrate, 2 specii de reptile.